# Waldensi

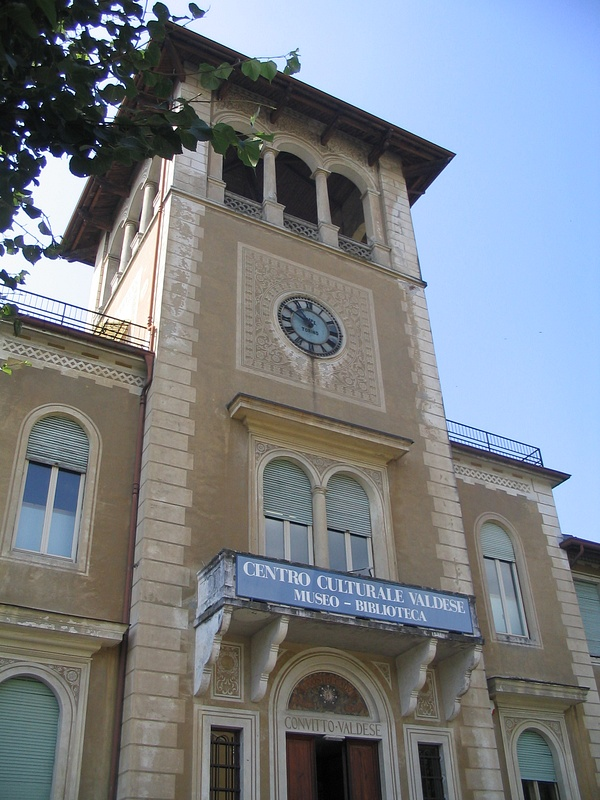
Centrum kultury waldensów w Torre Pellice

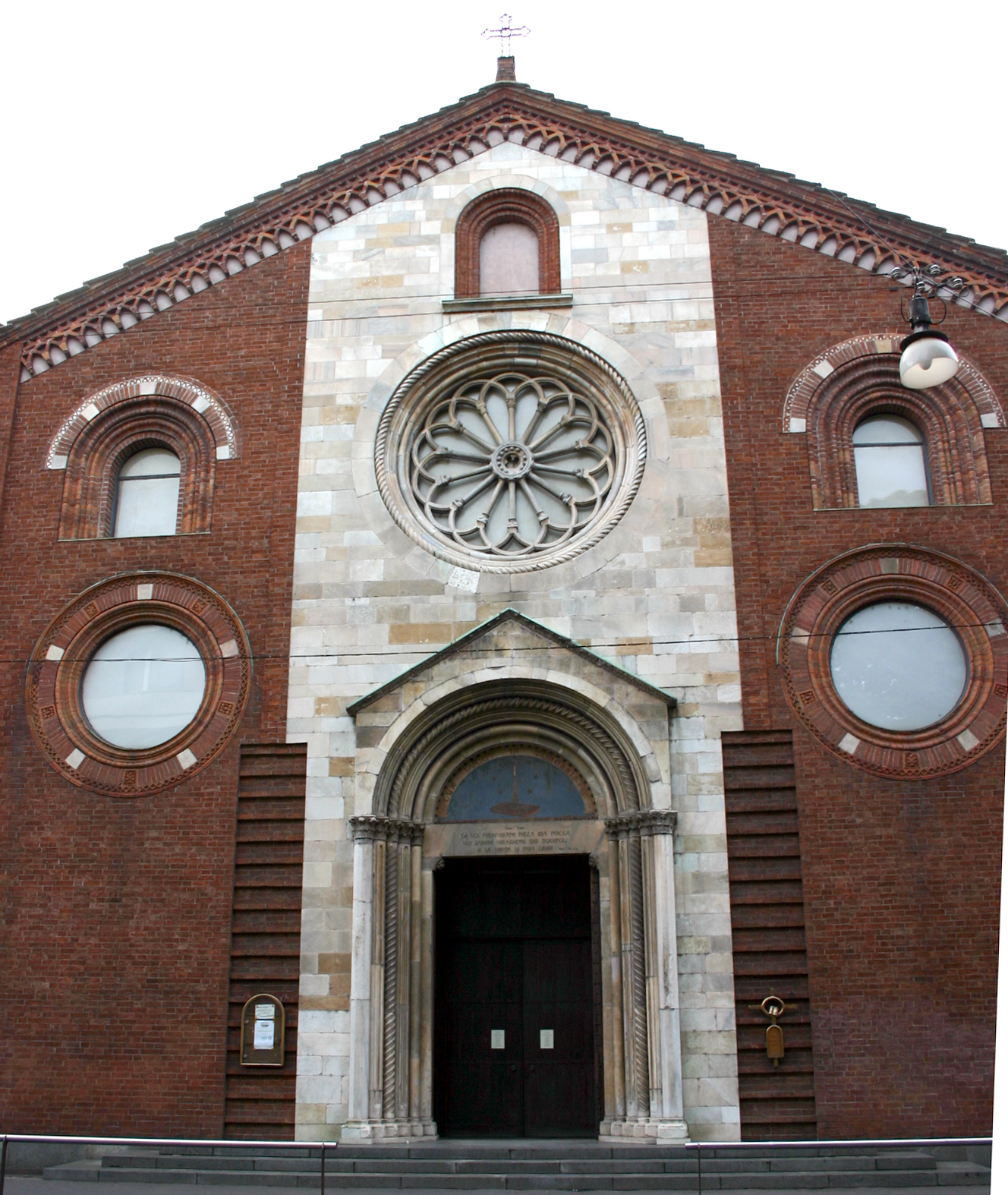
Kościół Waldensów w Mediolanie

Waldensi – ugrupowanie chrześcijańskie, zainicjowane przez Piotra Waldo, zawiązane w południowej Francji około 1170 jako tzw. „ubodzy z Lyonu”, działające we Francji, Włoszech, Niemczech, Czechach i Polsce (Śląsk), występujące przeciw władzy i bogactwu Kościoła. Potępieni przez papiestwo, ekskomunikowani i prześladowani przez inkwizycję.

## Historia
Ich ojcem duchowym był Valdès (stąd nazwa: waldensi), bogaty kupiec z Lyonu, który rozdał swój majątek ubogim, głosząc hasła wyrzeczenia się własności i życia w ubóstwie. Za podstawę wiary przyjmowali tylko Biblię, odrzucając autorytet papieża, krytykowali zbytek wyższego duchowieństwa i żądali reform w Kościele. Waldensi odrzucali również wszelką władzę, co w efekcie uczyniło z nich wrogów państwa i panującego porządku polityczno-społecznego. Zostali ekskomunikowani w 1184 przez papieża Lucjusza III, byli prześladowani przez sądy Inkwizycji. 
Po śmierci Piotra Waldo nieliczni waldensi żyli w ukryciu i cierpieli prześladowania. Mimo tego ruch waldensów wciąż miał wpływ na życie religijne Europy, zwłaszcza południowej. Na początku XV wieku skontaktowali się z czeskim reformatorem religijnym, Janem Husem, od którego przejęli też dalsze postulaty. Część waldensów dołączyła nawet do ruchu taborytów (radykalnych husytów). Niedobitki waldensów schroniły się w Szwajcarii i północnych Włoszech. Dotarli także na Śląsk, gdzie na początku XIV wieku sądy inkwizycyjne nasiliły ściganie waldensów. W 1315 roku trybunał inkwizycyjny, powołany przez biskupa wrocławskiego Henryka z Wierzbna, w Świdnicy, Nysie i Wrocławiu skazał na spalenie na stosie przeszło 50 waldensów, a wielu innych musiało się ratować ucieczką. Od grudnia 1392 do wiosny 1394 sąd inkwizycyjny w Szczecinie pod przewodnictwem prowincjała zakonu celestynów Piotra Zwickera z Pragi sądził ponad 400 waldensów mieszkających na obszarze diecezji kamieńskiej, brandenburskiej, lubuskiej i części poznańskiej.
W latach 1487–1489 król Francji Karol VIII podjął kilkanaście krucjat przeciw waldensom. W górskim terenie wojska królewskie nie mogły jednak skutecznie działać przeciwko partyzantce waldensów. Walki koncentrowały się w dolinie Angrogne i nie przynosiły rezultatu. Bitwa w Prali koło Perrero zakończyła się zwycięstwem waldensów. Wówczas gubernator Sabaudii, pod naciskiem króla Francji i papieża Innocentego VIII, rozpoczął systematyczną pacyfikację osad waldensów. Tym działaniom towarzyszyło wyjątkowe okrucieństwo; przykładem tego była masakra waldensów (w tym wielu dzieci), którzy schronili się w grocie La Balme-Chapelue. Chociaż wielu waldensów zginęło i zniszczono wiele ich osad, to jednak krucjata nie osiągnęła celu. Większość z nich uciekła i powróciła po zakończeniu krucjaty rozpoczynając ożywioną działalność misjonarską.
Waldensi szwajcarscy w 1532 roku zjednoczyli się z Kościołem ewangelicko-reformowanym (kalwińskim) (Synod w Chanforan), z którym mieli bardzo zbliżoną doktrynę, a francuscy zostali wygnani lub zmuszeni do przyjęcia katolicyzmu. Natomiast waldensi włoscy przetrwali do dziś, głównie w trudno dostępnych Alpach Piemonckich.
W 1848 roku w Piemoncie założono Kościół Waldensów, który liczy około 30 tys. wiernych.

## Waldensi dzisiaj
Obecnie waldensi skupiają się w 5 rejonach:
1. Alpejskie doliny Piemontu, Sabaudii i Delfinatu,
2. Lombardia i Wenecja,
3. Liguria, Toskania i Rzym,
4. Kalabria i Sycylia,
5. Argentyna (prowincja Rio de la Plata).

22 czerwca 2015 w świątyni waldensów w Turynie papież Franciszek zwrócił się do wiernych tego wyznania w słowach: „W imieniu Kościoła katolickiego proszę was o przebaczenie za niechrześcijańskie czy nawet nieludzkie postawy i zachowania w dziejach, jakich dopuściliśmy się przeciwko wam. W imię Jezusa Chrystusa przebaczcie nam”.
Kościół Waldensów należy do Światowej Wspólnoty Kościołów Reformowanych. Jest drugim co do liczebności Kościołem protestanckim we Włoszech.

### Kalendarium historii waldensów
| Rok             | Wydarzenie |
| --------------- | --- |
| ok. 1170        | Piotr Waldo tworzy grupę religijną waldensów, liczniejszą w południowej Francji i w Lombardii. Grupy waldensów powstają też w południowych Włoszech (Kalabria i Sycylia).                                                                                       |
| 1184            | Ekskomunikowani przez papieża Lucjusza III, |
| 1231            | Ustanowienie sądów Inkwizycji, które rozpoczynają systematyczne prześladowania waldensów, którzy pod ich wpływem znikają z miast. |
| XIII w.         | Waldensi osiedlają się w trudno dostępnych dolinach zachodnich Alp, gdzie przejściowo są bezpieczni od prześladowań. |
| XIV – XV w.     | Papież Benedykt XII interweniuje u biskupa d’Embrun i księcia Humberta II, aby zniszczyli waldensów. Aż do końca XV w. (z przerwami) trwają organizowane przez inkwizycję procesy, aresztowania, konfiskaty majątku i palenie na stosach oskarżonych o herezję. |
| 1487–89         | Krucjata przeciwko waldensom w Alpach ogłoszona przez króla Francji Karola VIII i poparta przez papieża Innocentego VIII. Wojska królewskie masakrują waldensów w grocie Balme-Chapelue.                                                                        |
| XVI w.          | Waldensi w Piemoncie zaczynają rozpowszechniać swoją doktrynę przy pomocy drukowanych publikacji (w tym Biblii). |
| 1532            | Synod w Chanforan zatwierdza doktrynalne przyłączenie waldensów do kalwinizmu. |
| 1545            | Król Francji Franciszek I zezwala na wymordowanie 3000 waldensów w regionie Luberon (Prowansja). |
| 1555            | Waldensi budują swoje pierwsze kościoły w Saint Laurent d'Angrogne, w La Tour, Rocheplate, Villesèche i Prali. |
| 1561            | W Kalabrii waldensi są zabijani lub sprzedawani Maurom jako niewolnicy. |
| 1561            | Ugoda z Cavour zawarta 5 czerwca w wyniku walk między księciem Sabaudii i waldensami (broniącymi się w alpejskich dolinach), gwarantuje im wolność wyznania. |
| 1598            | Edykt nantejski gwarantuje francuskim waldensom bezpieczeństwo. |
| 1630            | Epidemia dżumy powoduje wyludnienie osad waldensów. |
| 1655            | Wielkanoc piemoncka to masakra waldensów z Pra de la Tour – jest to kulminacyjne wydarzenie okresu krwawych represji przeciwko waldensom w księstwach włoskich.                                                                                                 |
| 1686            | 3 maja kapitulują ostatnie oddziały waldensów, broniące się w Alpach francuskich. Ocaleni są przymusowo konwertowani na katolicyzm lub wysiedlani. |
| 1687            | 13 stycznia rozpoczyna się przymusowe wysiedlenie waldensów z Sabaudii do Szwajcarii. Osiedlają się głównie w kantonie Vaud. |
| 1689            | W połowie kwietnia ma miejsce tzw. Wspaniały Powrót: oddziały waldensów ze Szwajcarii zbrojnie zajmują swoje dawne siedziby w Sabaudii. |
| 1694            | W maju książę Sabaudii Wiktor Amadeusz II wydaje edykt o tolerancji, zezwalający waldensom na pozostanie i wyznawanie swojej wiary. |
| XVII – XVIII w. | Nasilają się represje przeciwko waldensom: odkupywanie ziemi, ograniczanie możliwości zatrudniania, szykany administracyjne, przymusowa rekatolicyzacja osad. Państwa protestanckie organizują pomoc finansową dla waldensów.                                   |
| 1792            | I Republika Francuska zajmuje Sabaudię i po raz pierwszy daje waldensom równouprawnienie z katolikami. |
| 1848            | 17 lutego Patent przyznaje waldensom we Włoszech pełnię praw obywatelskich oraz wolność wyznania. Waldensi osiedlają się w większości regionów Włoch, emigrują także do Ameryki Południowej i do USA.                                                           |

## Podstawowe zasady wiary
Pierwotna doktryna była skromna i była tylko wezwaniem do powrotu do „ewangelicznego ubóstwa”. Stopniowo precyzowała się, stając się „proto-kalwinizmem” (zawiera ją poemat z XIV wieku: La Nobla Leyczon (Szlachetna lekcja)). Ostateczny kształt uzyskała w latach 1526–1532.
- Biblia jest podstawą wiary.
- Każdy mężczyzna i każda kobieta, znający Biblię, mogą być kaznodziejami.
- Kult jest prowadzony w języku narodowym; każdy powinien czytać Biblię.
- Wiara jest darem Boga.
- Nieuznawanie odpustów. Nienauczanie na temat czyśćca.
- Jezus Chrystus jest jedynym pośrednikiem między Bogiem i ludźmi. Świętych należy naśladować, ale nie wolno ich czcić. Cześć należy się jedynie Bogu; wszystko inne jest bałwochwalstwem.
- Kościół rzymskokatolicki sprzeniewierzył się tradycji apostolskiej i nie ma władzy od Boga.
- Jedynymi sakramentami są chrzest i eucharystia.
- Śmierć jest przejściem w stan nieświadomości, tzn. aż do wskrzeszenia przez Chrystusa.
- Potępienie śpiewu, gry na organach, modlitw zanoszonych w nieznanym języku (oprócz Ojcze Nasz),
- Odrzucenie papieża

## Znani waldensi
- Pierre Robert Olivétan (1505–1538) – teolog i tłumacz Biblii na język francuski
- Luigi Comencini (1916–2007) – włoski reżyser filmowy
- Italo Calvino (1923–1985) – włoski pisarz
- Gianni De Michelis (1940–2019) – włoski polityk
- Rosario Olivo (ur. 1940) – włoski polityk